# Liste der Kulturdenkmale in Breitenburg
In der Liste der Kulturdenkmale in Breitenburg sind alle Kulturdenkmale der schleswig-holsteinischen Gemeinde Breitenburg (Kreis Steinburg) und ihrer Ortsteile aufgelistet (Stand: 10. März 2025).

## Legende
In den Spalten befinden sich folgende Informationen:
- Objekt-ID: die Nummer des Kulturdenkmales
- Lage: die Adresse des Kulturdenkmales und die geographischen Koordinaten. Kartenansicht, um Koordinaten zu setzen. In der Kartenansicht sind Kulturdenkmale ohne Koordinaten mit einem roten Marker dargestellt und können in der Karte gesetzt werden. Kulturdenkmale ohne Bild sind mit einem blauen Marker gekennzeichnet, Kulturdenkmale mit Bild mit einem grünen Marker.
- Offizielle Bezeichnung: Bezeichnung des Kulturdenkmales
- Beschreibung: die Beschreibung des Kulturdenkmales
- Bild: ein Bild des Kulturdenkmales

## Sachgesamtheiten
| Objekt-ID      | Lage                                                | Offizielle Bezeichnung | Beschreibung | Bild |
| -------------- | --------------------------------------------------- | ---------------------- | --- | ---- |
| 37628 Wikidata | Osterholz 3, Osterholz (53° 54′ 4″ N, 9° 33′ 30″ O) | Vorwerk Osterholz      | Vorwerk Osterholz, 1922/23, geschlossen konzipierte Hofanlage aus repräsentativen Backsteingebäuden im Heimatschutzstil, Kuhstall mit Risalit in Zufahrtsachse, Haupthaus in Querachse, Ställe und Remise flankierend. Qualitätvoll ausgeführte, im bauzeitlichen Bestand sehr gut erhaltene und in Schleswig-Holstein sehr seltene Anlage - Begründung: geschichtlich, städtebaulich, Kulturlandschaft prägend - Schutzumfang: Gutshaus, ehem. Kuhstall, ehem. Pferdestall, ehem. Schweinestall, ehem. Remise, ehem. Trockenscheune, barocke Allee (Nordabschnitt), barocke Allee (Südabschnitt) | BW   |

## Bauliche Anlagen
| Objekt-ID      | Lage                                              | Offizielle Bezeichnung   | Beschreibung | Bild                             |
| -------------- | ------------------------------------------------- | ------------------------ | --- | -------------------------------- |
| 608 Wikidata   | Birkenweg (53° 53′ 58″ N, 9° 30′ 30″ O)           | Sog. „Nordoer Tempel“    | Der Tempel von Nordoe (manchmal auch die Pyramide von Nordoe) ist ein 1578 im Auftrag Heinrich Rantzaus errichtetes Monument in der Nähe des Breitenburger Schlosses bei Itzehoe in Schleswig-Holstein. Der sogenannte Tempel im Breitenburger Ortsteil Nordoe ist eigentlich ein Denkmal und ähnelt in seiner Form einem Obelisken oder einer Pyramide, ähnlich dem Rantzau-Obelisken und der einstigen Segeberger Pyramide in Bad Segeberg. Alteintragung (Aktualisierung vorgesehen) - Begründung: geschichtlich, städtebaulich - Schutzumfang: Alteintragung (Aktualisierung vorgesehen) - Denkmaltyp: Bauliche Anlage                                                       | weitere Fotos \| Fotos hochladen |
| 2615 Wikidata  | Schloss Breitenburg (53° 54′ 22″ N, 9° 34′ 6″ O)  | Schloss Breitenburg      | Das Schloss Breitenburg in Breitenburg gehört zu den bedeutendsten Profanbauten im Kreis Steinburg und war im 16. und 17. Jahrhundert eines der politischen und kulturellen Zentren des Landes Schleswig-Holstein. Als Mittelpunkt eines Adligen Gutes ursprünglich ein Herrenhaus, wird Breitenburg aufgrund seiner Bedeutung in der Landesgeschichte, seiner reichen Kunstsammlungen und der Erhebung der Rantzauer in den Reichsgrafenstand 1650 landläufig als Schloss bezeichnet. Alteintragung (Aktualisierung vorgesehen) - Begründung: Alteintragung (Aktualisierung vorgesehen) - Schutzumfang: Alteintragung (Aktualisierung vorgesehen) - Denkmaltyp: Bauliche Anlage | weitere Fotos \| Fotos hochladen |
| 2616 Wikidata  | Schloss Breitenburg (53° 54′ 21″ N, 9° 34′ 1″ O)  | Schlosskapelle mit Gruft | Alteintragung (Aktualisierung vorgesehen) - Begründung: Alteintragung (Aktualisierung vorgesehen) - Schutzumfang: Alteintragung (Aktualisierung vorgesehen) - Denkmaltyp: Bauliche Anlage | Fotos hochladen                  |
| 1251 Wikidata  | Schloss Breitenburg (53° 54′ 24″ N, 9° 34′ 10″ O) | östliches Torhaus        | Alteintragung (Aktualisierung vorgesehen) - Begründung: Alteintragung (Aktualisierung vorgesehen) - Schutzumfang: Alteintragung (Aktualisierung vorgesehen) - Denkmaltyp: Bauliche Anlage | BW                               |
| 1252 Wikidata  | Schloss Breitenburg (53° 54′ 23″ N, 9° 34′ 8″ O)  | westliches Torhaus       | Alteintragung (Aktualisierung vorgesehen) - Begründung: Alteintragung (Aktualisierung vorgesehen) - Schutzumfang: Alteintragung (Aktualisierung vorgesehen) - Denkmaltyp: Bauliche Anlage | BW                               |
| 1253 Wikidata  | Schloss Breitenburg (53° 54′ 22″ N, 9° 34′ 1″ O)  | Schlosshof               | Alteintragung (Aktualisierung vorgesehen) - Begründung: Alteintragung (Aktualisierung vorgesehen) - Schutzumfang: Alteintragung (Aktualisierung vorgesehen) - Denkmaltyp: Bauliche Anlage | BW                               |
| 10983 Wikidata | Schloss Breitenburg (53° 54′ 22″ N, 9° 34′ 2″ O)  | Schlossbrunnen           | Alteintragung (Aktualisierung vorgesehen) - Begründung: Alteintragung (Aktualisierung vorgesehen) - Schutzumfang: Alteintragung (Aktualisierung vorgesehen) - Denkmaltyp: Bauliche Anlage | BW                               |

## Gründenkmale
| Objekt-ID     | Lage                                             | Offizielle Bezeichnung | Beschreibung | Bild            |
| ------------- | ------------------------------------------------ | ---------------------- | --- | --------------- |
| 1254 Wikidata | Schloss Breitenburg (53° 54′ 22″ N, 9° 34′ 1″ O) | Schlosspark            | Alteintragung (Aktualisierung vorgesehen) - Begründung: geschichtlich, künstlerisch, Kulturlandschaft prägend - Schutzumfang: Schlosspark, Schlossgraben, Insel im nördlichen Schlossgraben, sog. Femegericht, Architektur-Spolien - Denkmaltyp: Gründenkmal | Fotos hochladen |

## Sonstige Denkmale
| Objekt-ID      | Lage                   | Offizielle Bezeichnung     | Beschreibung | Bild                                    |
| -------------- | ---------------------- | -------------------------- | --- | --------------------------------------- |
| 22368 Wikidata | Schloss Breitenburg () | Thorwaldsen-Abgusssammlung | Alteintragung (Aktualisierung vorgesehen) - Begründung: geschichtlich, wissenschaftlich, künstlerisch - Schutzumfang: Alteintragung (Aktualisierung vorgesehen) - Denkmaltyp: Sonstiges Denkmal | Direkt Bild zu diesem Denkmal hochladen |

## Quelle
- Liste der Kulturdenkmale in Schleswig-Holstein – Kreis Steinburg

- Karte mit allen Koordinaten:
- OSM |
- WikiMap